# Menhir da Cabeça do Rochedo

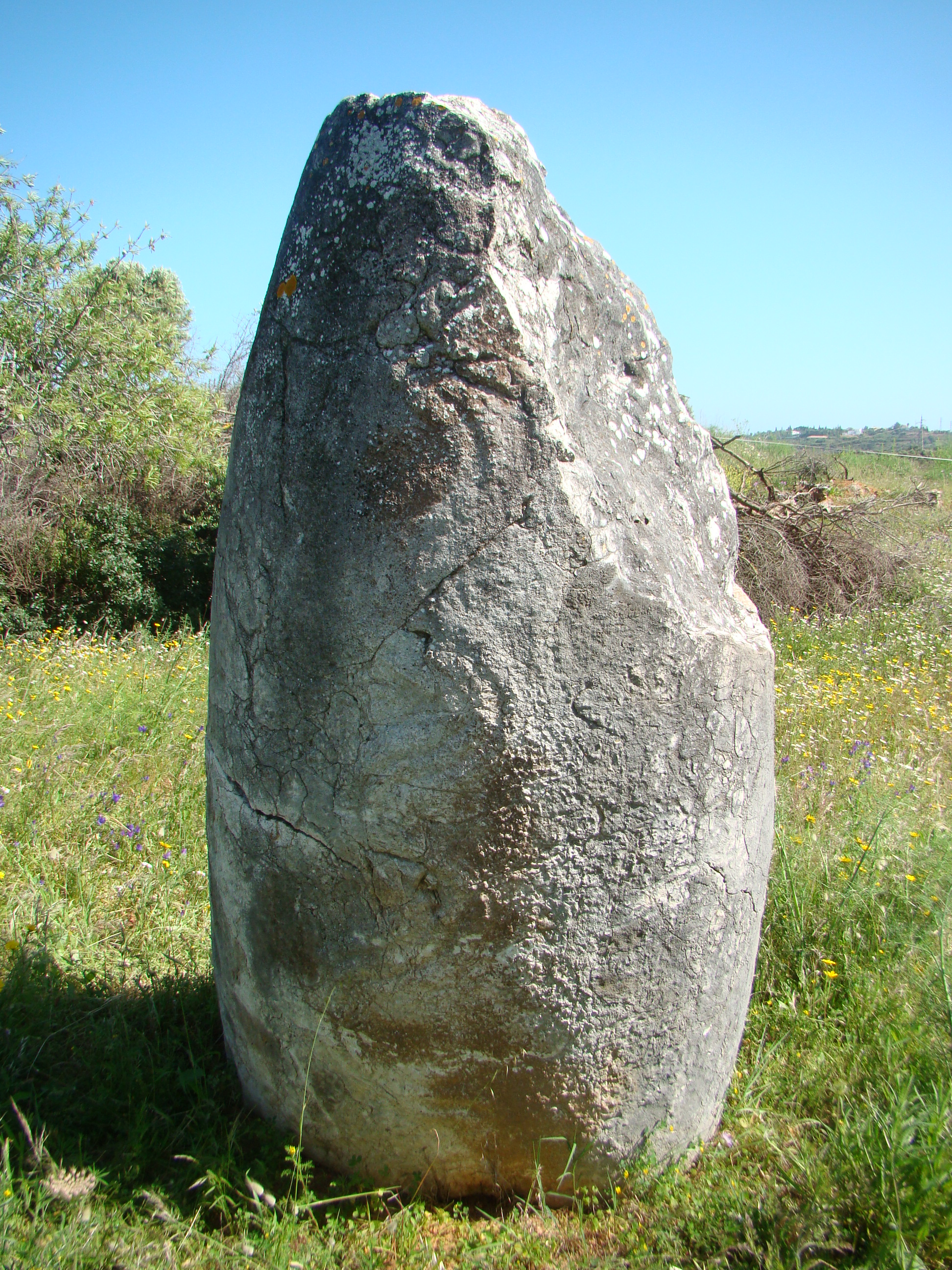
Menir da Cabeça do Rochedo

Der Menhir da Cabeça do Rochedo ist ein obeliskartiger Menhir aus Kalkstein. Er steht 500 m westlich der N120 neben einem Steinbruch, auf einem Hügel nördlich des Weilers Portelas und der Stadt Lagos in der Gemeinde Bensafrim, in der Algarve in Portugal. 
Der frühneolithische Menhir hat ein beachtliches Gewicht, eine beträchtliche Größe und eine dekorative spiralförmige Gravur, die aber kaum zu erkennen ist. Er ist in der Mitte durch einen großen Riss beschädigt und am oberen Ende diagonal abgebrochen.
Die 259 Menhire der Algarve zeichnen sich vor allem durch ihre Morphologie, Dekoration und den archäologischen Kontext aus. Sie haben in der Regel pallische, subkonische oder zylindrische Form und konzentrieren sich im äußersten Westen der Provinz, die wenig Megalithanlagen aufweist. 